# Seefeld in Tirol
Pour les articles homonymes, voir Seefeld.

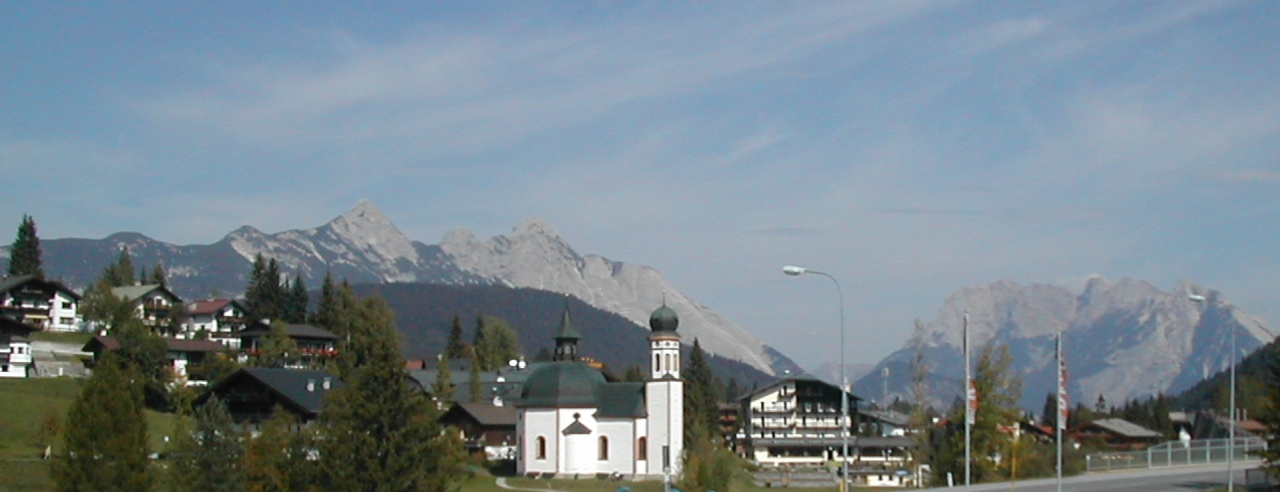
Paysage de Seefeld

Seefeld in Tirol est une station de sports d'hiver qui se trouve à environ 20 kilomètres à l'ouest d'Innsbruck et à environ 10 kilomètres de la frontière allemande. Seefeld est devenue une des stations de ski de fond les plus prisées des Alpes[réf. nécessaire].
Sa notoriété est surtout due à l'organisation d'épreuves nordiques des Jeux olympiques et des Championnats du monde.
À côté de Seefeld se trouvent les massifs du Mieminger, de Wetterstein et du Karwendel.
Seefeld, avec ses nombreux hôtels, est une des stations touristiques parmi les plus grandes et les plus populaires du Tyrol.
La région, avec Scharnitz, Leutasch, Mösern et Reith, offre au total 250 kilomètres de pistes généralement praticables jusqu'au début avril.

## Transports
Seefeld est joignable par le train depuis Munich et Innsbruck. 

## Jeux olympiques et Championnat du Monde

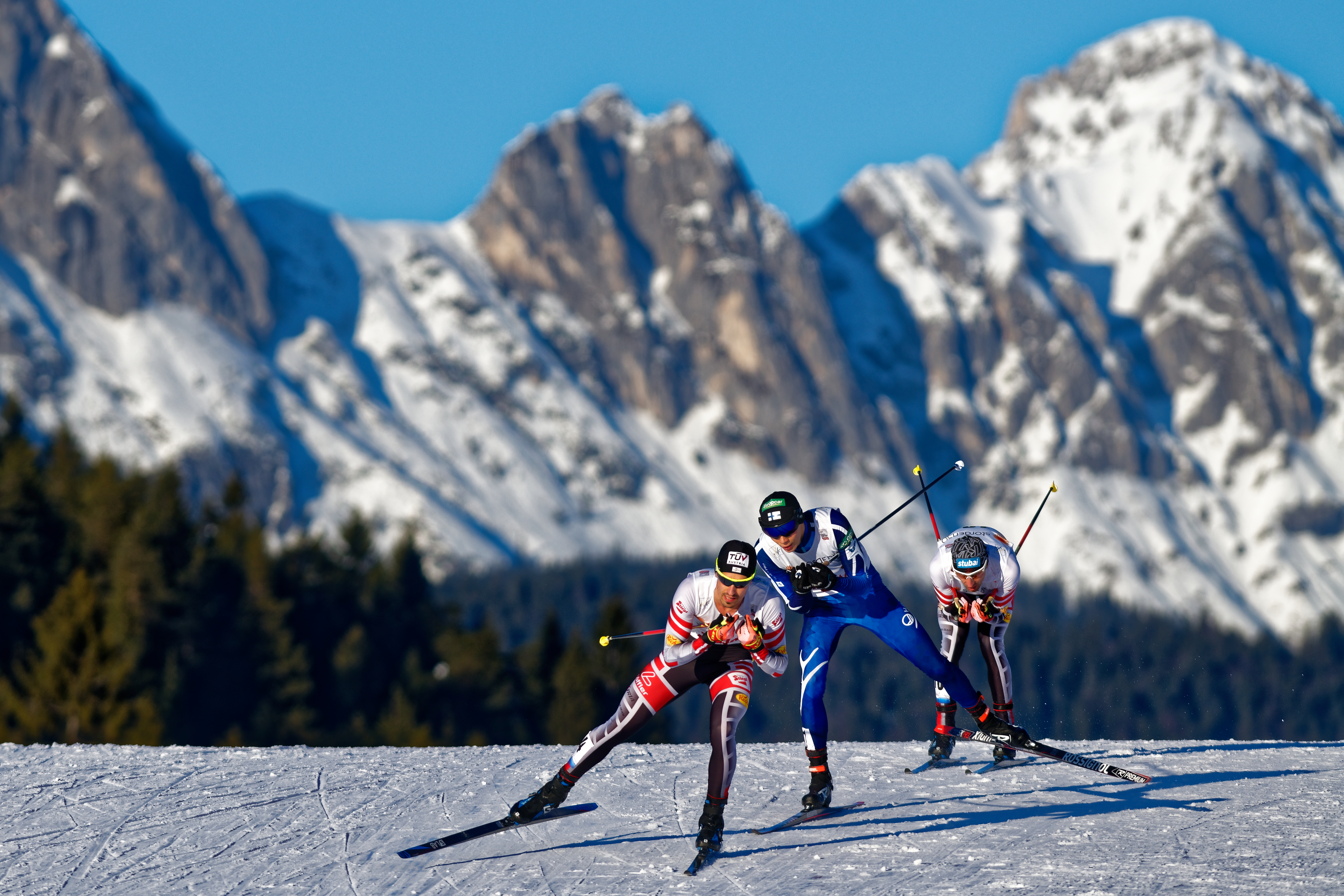
10km Gundersrun à Seefeld. En course sur la photo Lukas Klapfer, Eero Hirvonen et Wilhelm Denifl. Janvier 2018.

À Seefeld se sont déroulées les compétitions de ski nordique au cours des jeux olympiques d'hiver à Innsbruck (1964 et 1976), ainsi que les Championnats du monde de ski nordique 1985 et 2019.
Ils ont également organisé la première édition Deaflympics Hiver (équivalent des Jeux Olympiques pour les athlètes Sourd(e)s en 1949.

## Histoire
On mentionne Seefeld pour la première fois en 1022[réf. nécessaire].
Autrefois, les plateaux d'environ 1200 mètres d'altitude autour de Seefeld formaient une région marécageuse et très peu peuplée.

## Personnalité née à Seefeld
- Anton Seelos, skieur alpin.

## Galerie

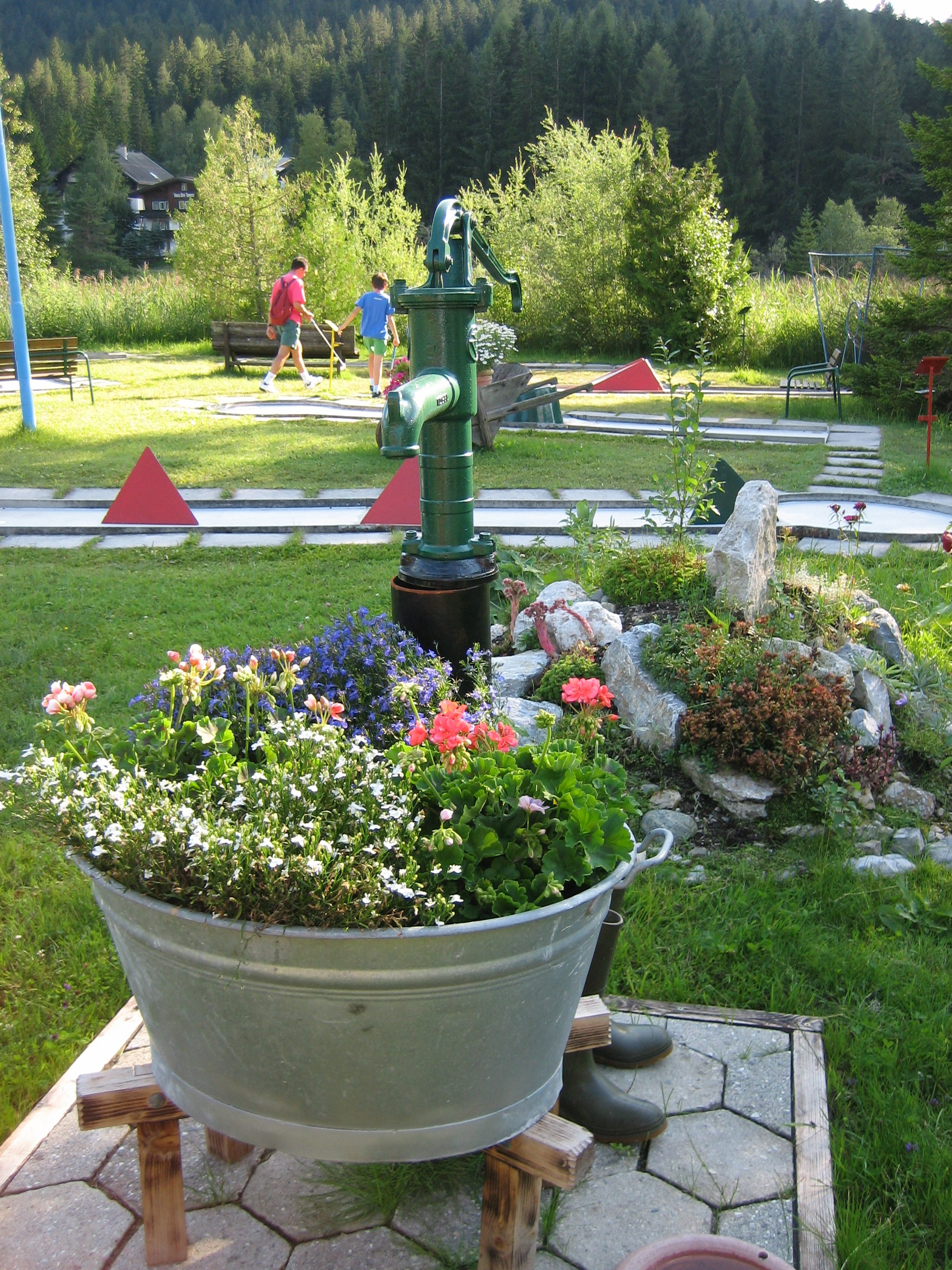
Au minigolf, Seefeld in Tirol
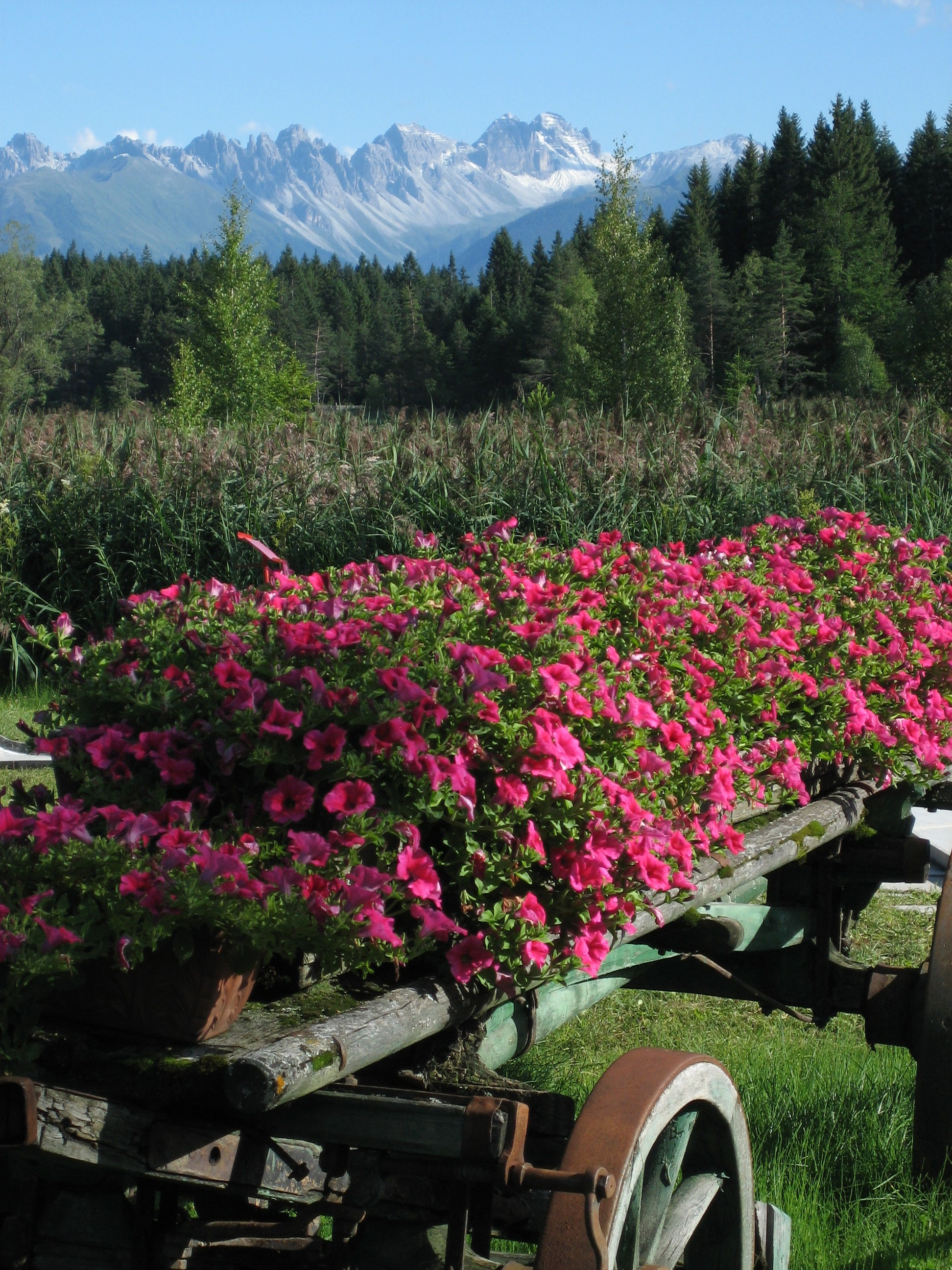
Panorama de Seefeld avec les Alpes en arrière-plan
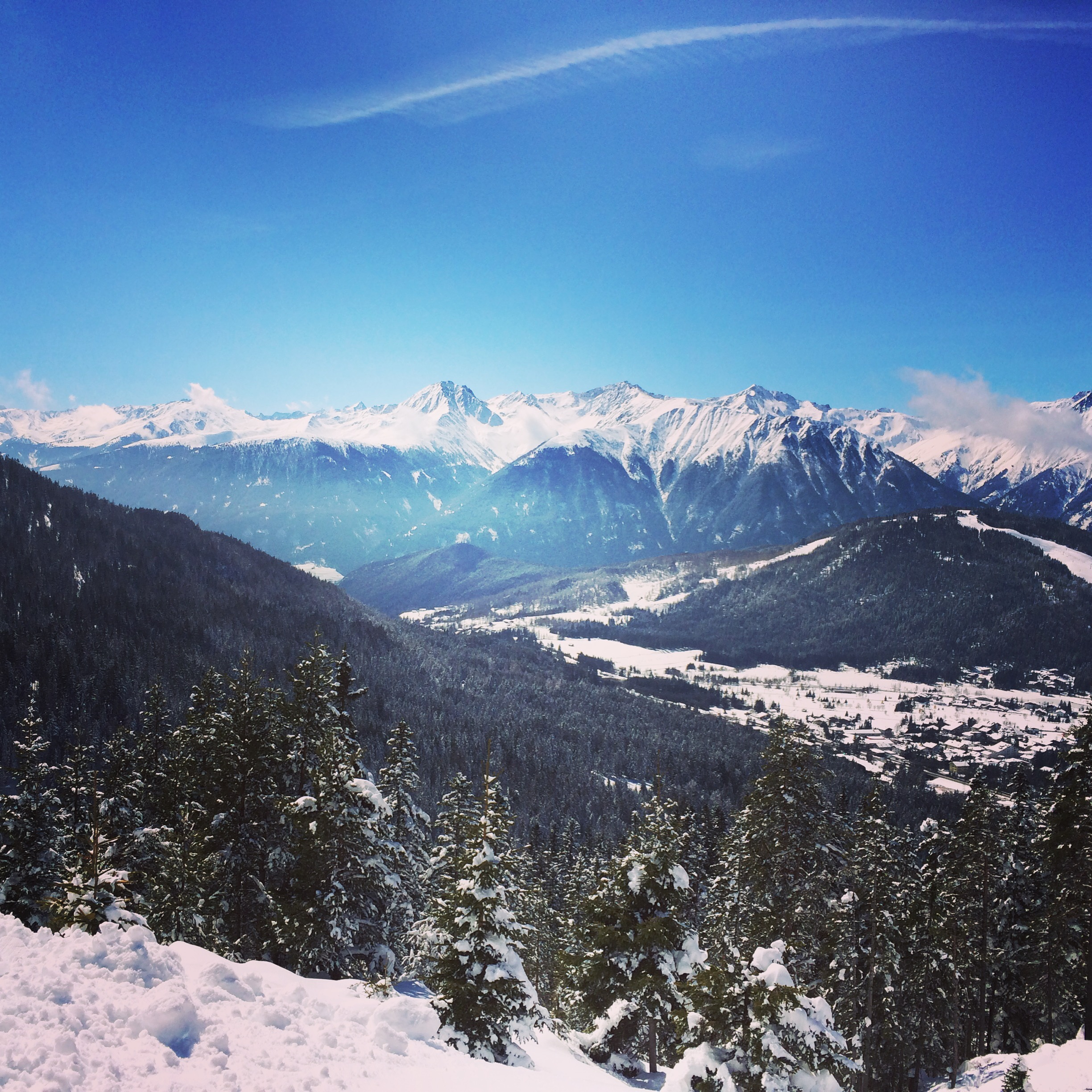
Les Alpes depuis le domaine skiable de Rosshütte
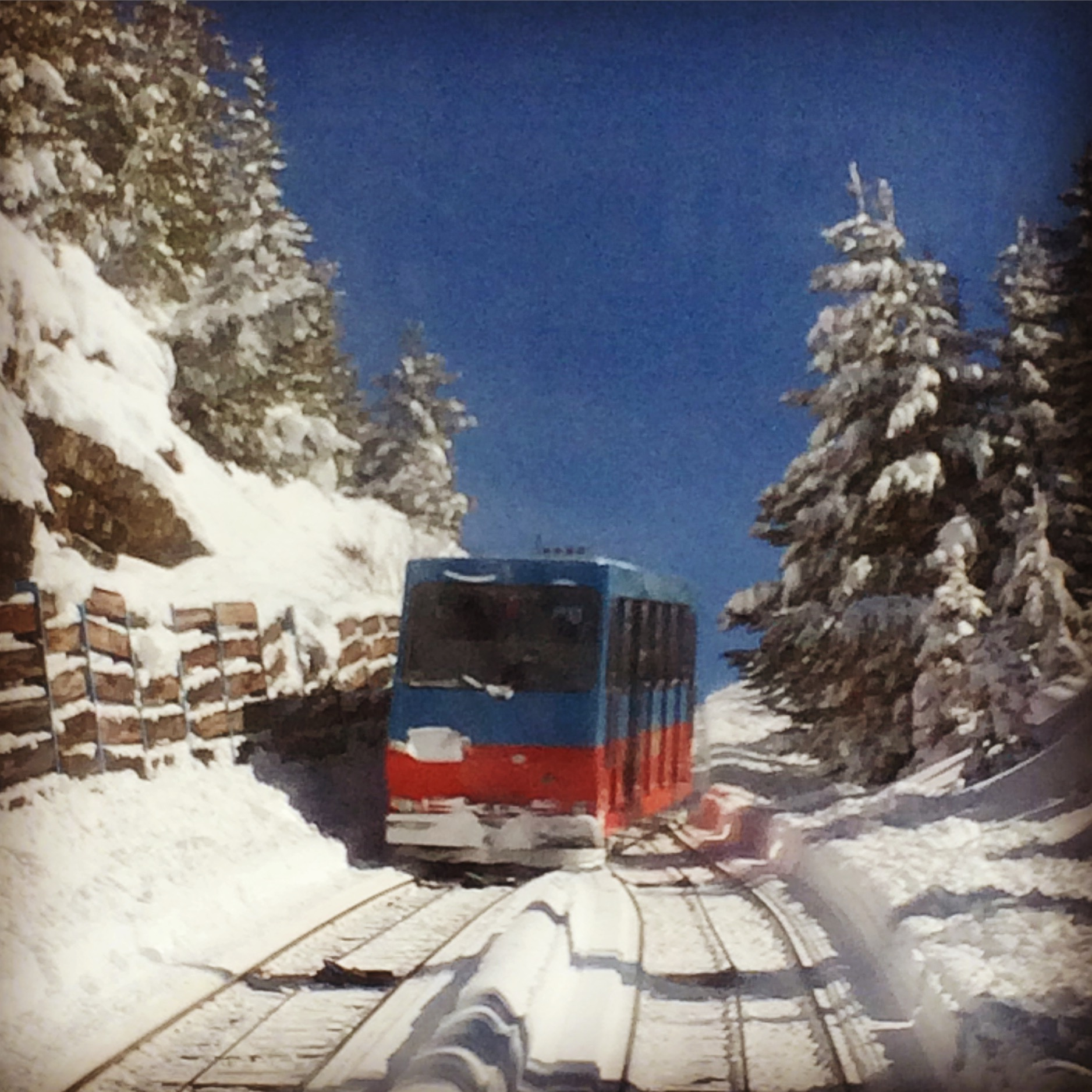
Funiculaire du domaine skiable Rosshütte à Seefeld
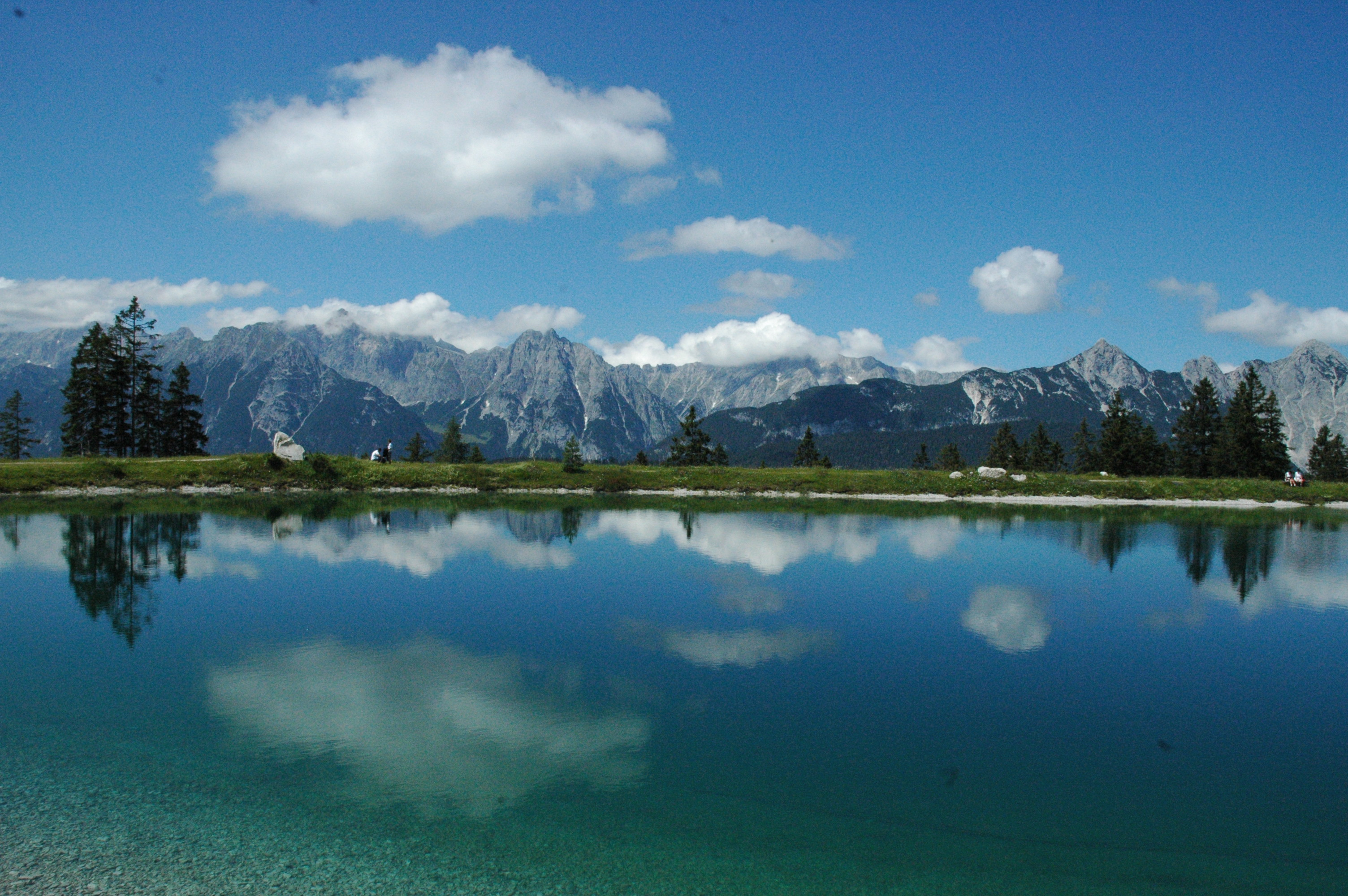
Le lac Kaltwassersee à Rosshütte, Seefeld
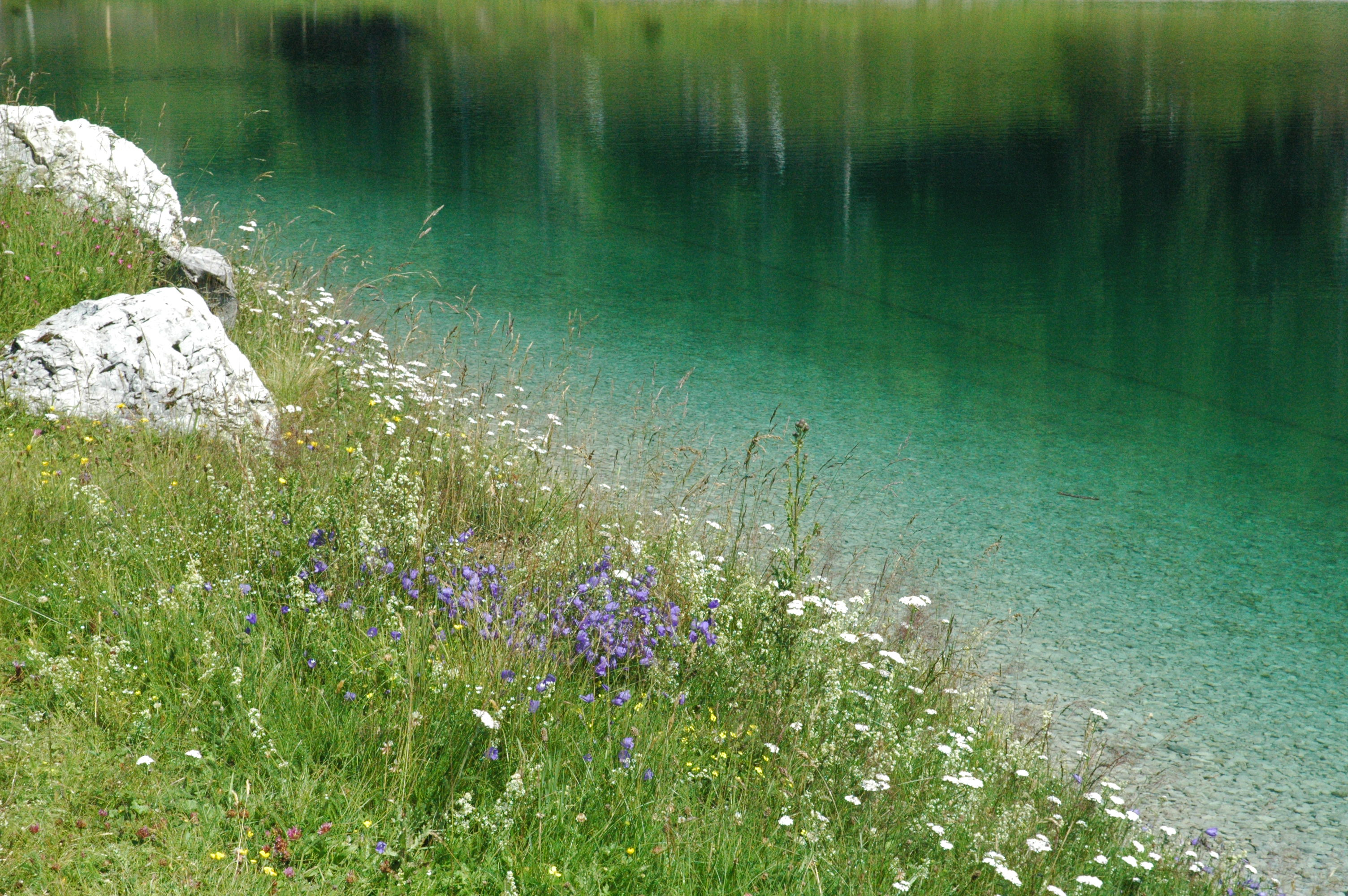
Couleurs du Kaltwassersee à Rosshütte, Seefeld
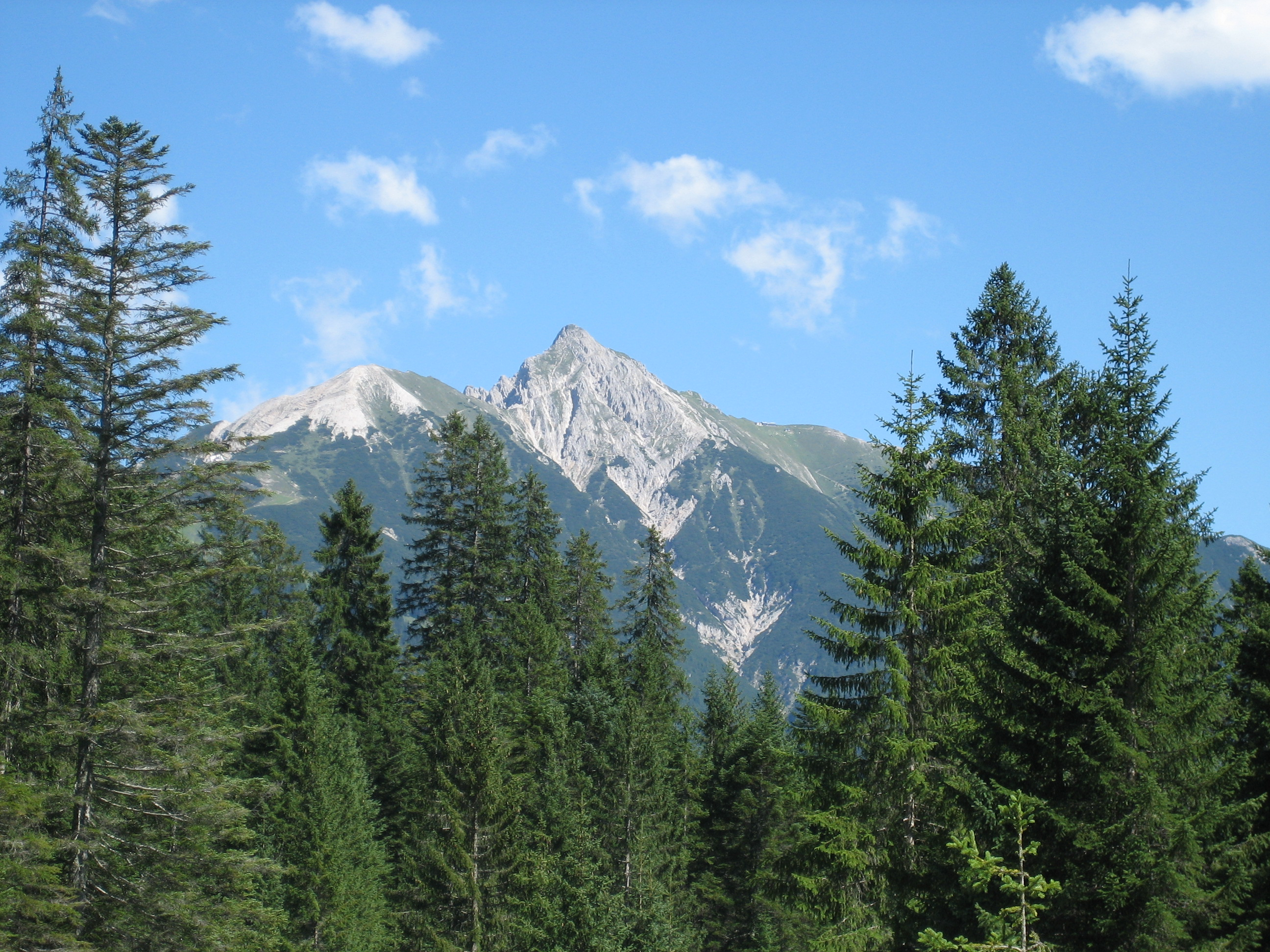
Les Alpes depuis le lac Wildsee
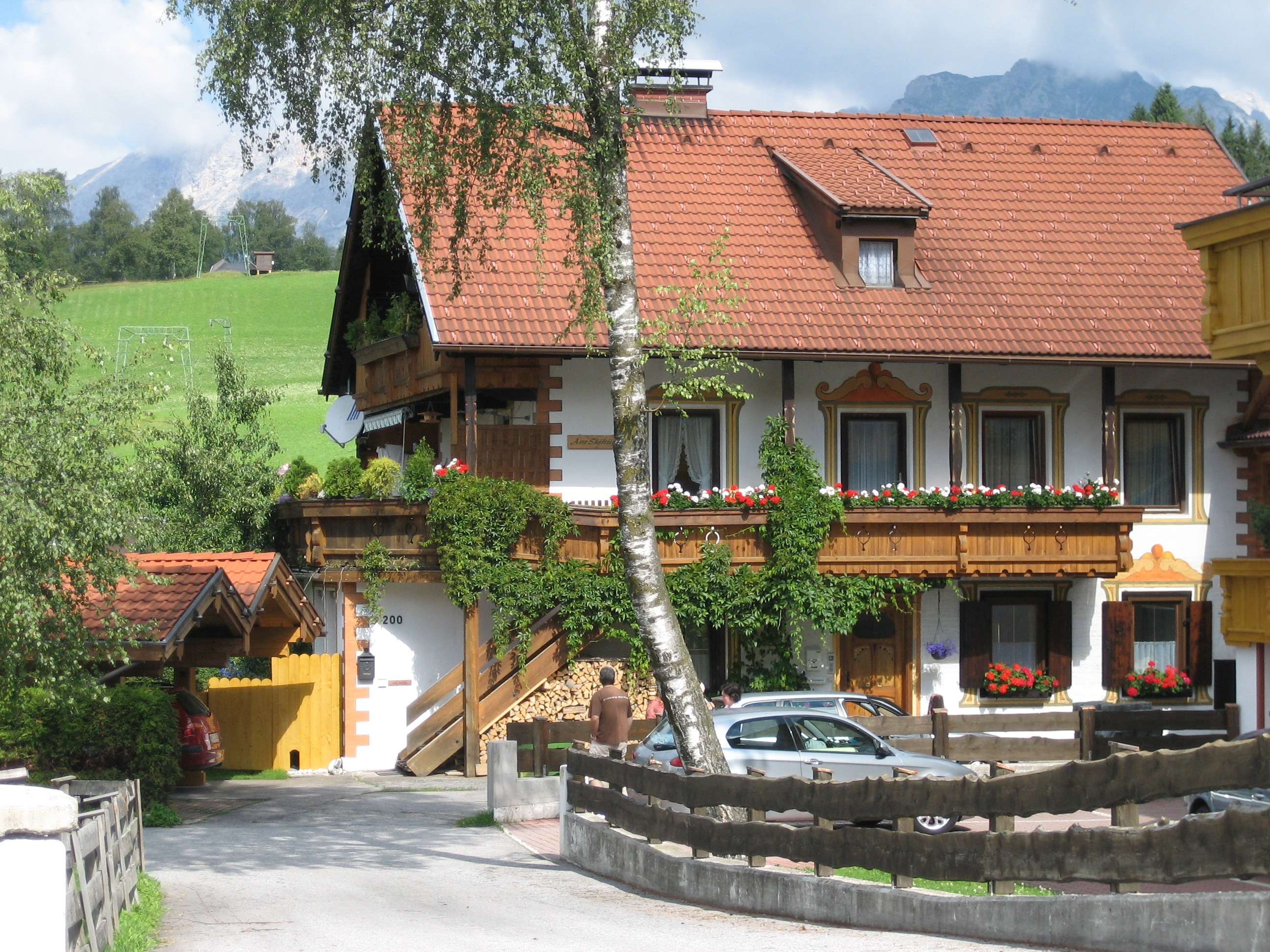
Une belle maison sur la Münchner Straße

## Liens externes

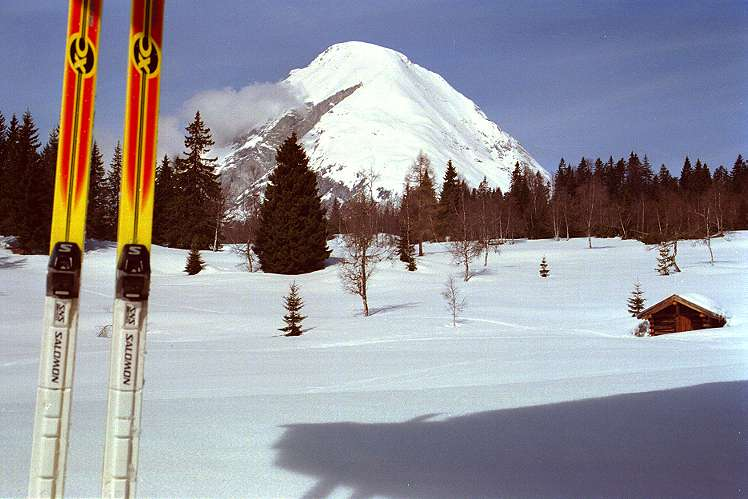
Vue sur la montagne